# Ось. Хобгоблин
«Ось. Хобгоблин» (англ. Axis: Hobgoblin) — ограниченная серия комиксов, состоящая из 3 выпусков, которую в 2014 году издавала компания Marvel Comics в рамках сюжетной линии AXIS.

## Синопсис
Родерик Кингсли возвращается к образу Хобгоблина и отправляется в Нью-Йорк для особой миссии.

### Выпуски
| № | Дата выхода     | Оценка на Comic Book Roundup   |
| - | --------------- | ------------------------------ |
| 1 | 22 октября 2014 | 7,5 из 10 на основе 9 рецензий |
| 2 | 12 ноября 2014  | 8,9 из 10 на основе 3 рецензий |
| 3 | 17 декабря 2014 | 8 из 10 на основе 2 рецензий   |

### Сборники
| Название                  | Тип            | Дата выхода     | Собранный материал                       | Кол-во страниц | ISBN           |
| ------------------------- | -------------- | --------------- | ---------------------------------------- | -------------- | -------------- |
| Axis: Carnage & Hobgoblin | Мягкая обложка | 18 февраля 2015 | Axis: Hobgoblin #1-3, Axis: Carnage #1-3 | 136            | 978-0785193111 |

## Реакция

### Отзывы критиков
На сайте Comic Book Roundup серия имеет оценку 8,1 из 10 на основе 14 рецензий. Джесс Шедин из IGN дал первому выпуску 8,4 балла из 10 и посчитал, что «рисунки Хавьера Родригеса, несомненно, являются главной достопримечательностью серии». Дуг Завиша из Comic Book Resources, обозревая дебют, писал, что «это прекрасное начало для нового странного приключения». Аарон Дюран из Newsarama оценил первый выпуск в 8 баллов из 10 и отметил, что «точка зрения Кевина Шиника на Кингсли и его трансформацию является интересной». Роберто де Бексар из Comics Bulletin вручил дебюту 4 звезды из 5 и похвалил художника. Тони Герреро из Comic Vine дал первому выпуску 5 звёзд из 5 и подчеркнул, что «Хобгоблин, возможно, и начинал как клон Зелёного гоблина, но он уже давно доказал, что является другим персонажем».

### Продажи
Ниже представлен график продаж комикса за первый месяц выпуска на территории Северной Америки.